# Barra Njie
Alagie Barra Njie (* 13. Januar 2001) ist ein schwedischer Basketballspieler gambischer Abstammung.

## Werdegang
Njie wuchs in Stockholm auf, wo er seine Basketballausbildung beim Verein KFUM Fryshuset Basket erhielt. Von 2017 bis 2020 spielte er im US-Bundesstaat New Jersey für die Schulmannschaft der St. Benedict's Preparatory School.
In der Saison 2020/21 gehörte er als Mitglied von KFUM Fryshuset Basket zu den besten einheimischen Spielern der schwedischen Liga, danach ging er wieder ins Ausland. Njie kam während des Spieljahres 2021/22 auf sieben Einsätze für die Mannschaft Delaware Blue Coats in der US-Liga NBA G-League.
Der Schwede stand hernach ab Januar 2023 bei Iraurgi SB in der zweiten spanischen Liga unter Vertrag. Hier erhielt Njie deutlich mehr Einsatzzeit als in Delaware und erzielte für Iraurgi SB im Mittel 11,1 Punkte je Begegnung. Im Sommer 2023 wechselte er zum deutschen Bundesligisten Basketball Löwen Braunschweig.

### Nationalmannschaft
Njie wurde schwedischer Nationalspieler.